# Behillia
Behillia es un género de foraminífero bentónico de la subfamilia Plectofrondiculariinae, de la familia Plectofrondiculariidae, de la superfamilia Nodosarioidea, del suborden Lagenina y del orden Lagenida. Su especie-tipo es Paralingulina frailensis. Su rango cronoestratigráfico abarca el Holoceno.

## Discusión
Clasificaciones previas incluían Behillia en la familia Nodosariidae.

## Clasificación
Behillia incluye a las siguientes especies:
- Behillia frailensis